# Teucinde d'Arles
Teucinde d’Arles (av. 928 - ap. 977), appelée aussi Theusinde ou Teucinda était une aristocrate bourguignonne installée à Arles en Provence, connue par ses nombreuses donations à l’Église arlésienne.

## Biographie

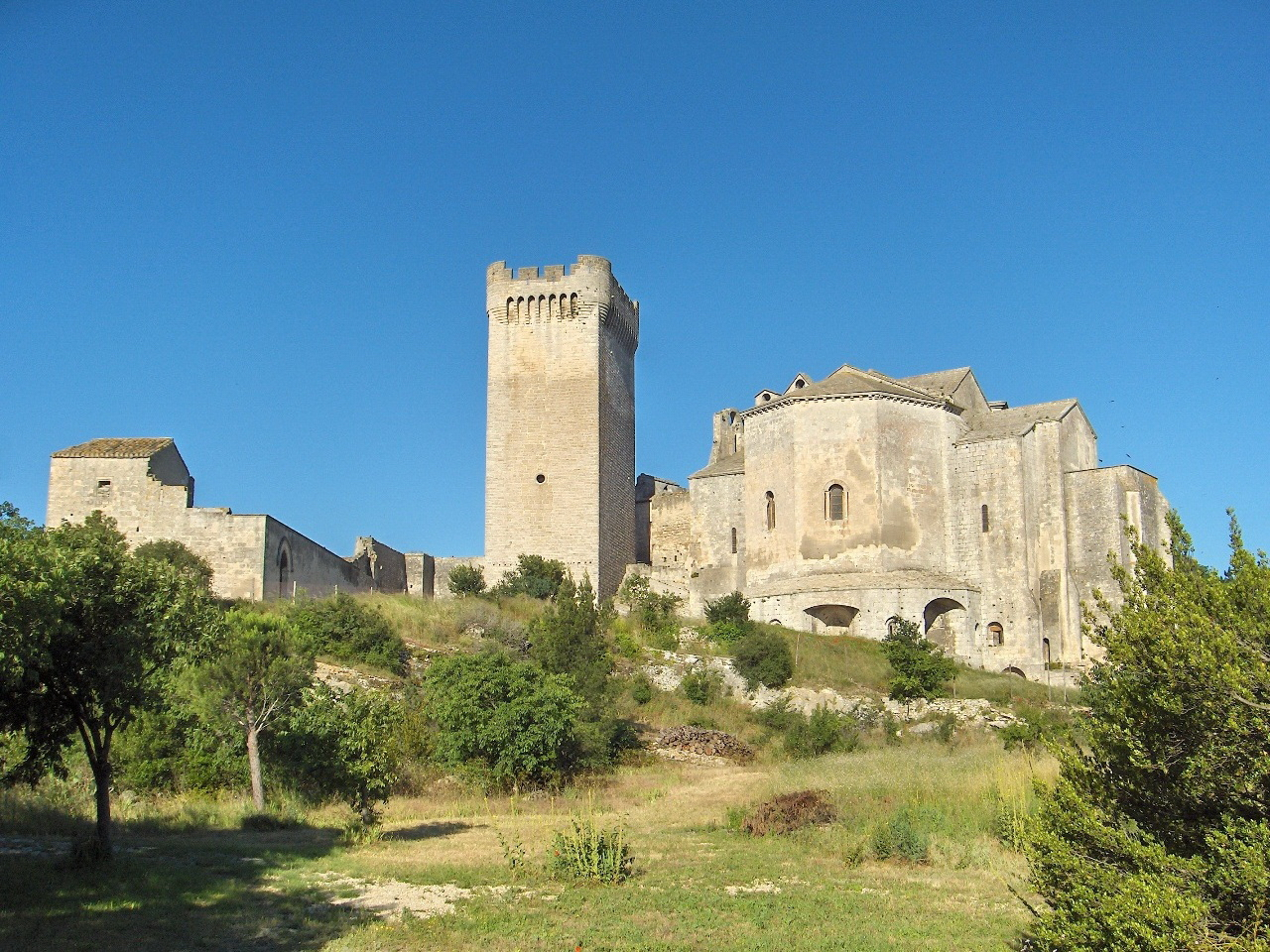
L'abbaye de Montmajour fut érigée sur une butte dominant la plaine marécageuse s'étendant au nord d'Arles

Teucinde est une femme de l’aristocratie bourguignonne qui a suivi Hugues d'Arles en Provence et  appartient à la famille des comtes de Cavaillon; elle serait la fille du comte d'Apt, connu sous le surnom de Griffon, nommé par le roi Conrad en 948 ou 949, et la sœur de Gontard, le prévôt de la cathédrale d’Arles. Elle serait également la tante de Mayeul, le quatrième abbé de Cluny.
Femme très pieuse, certains textes la qualifiant de sancto monialis ou de Deo devota, elle distribue ses biens aux communautés religieuses d’Arles sous les archevêques d'Arles, Manassès et Ithier. Le 7 octobre 949, elle achète l’île de Montmajour qui appartient à l'archevêché d'Arles et en fait donation aux religieux bénédictins qui y vivent dessus ; l’abbaye de Montmajour est fondée. Teucinde confirme cette donation dans son testament en 977.
Le 19 juillet 973, Teucinde obtient de l’archevêque Ithier la concession de Saint-Hippolyte près d’Arles, pour la rebâtir, la restaurer, et la posséder, elle et son neveu l’évêque de Fréjus Riculfe, jusqu’à la fin de leurs jours.
Sa pierre tombale a été retrouvée dans les années 1970 dans une propriété privée à proximité de l’abbaye de Montmajour.